# فهد مندي
فهد مندي (25 فبراير 1981 -)، ماكير وممثل ومخرج بحريني.

## أعماله
- فلم حكاية بحرينية.
- مسرحية القاضي الصغير.
- مسلسل الكلمة الطيبة.
- مسلسل بقايا رماد.
- مسلسل قصة هوانا.
- مسلسل الحب المستحيل.
- مسلسل عيون من زجاج.
- فلم أربع بنات.
- فلم حنين.
- مسلسل لعنة امرأة.
- فلم بالأمس.
- مسلسل اي دمعة حزن لا.
- مسلسل كسر الخواطر.
- ساق البامبو.
- فلم طفاش في جزر الهمالايا.

## وصلات خارجية
- فهد مندي على موقع IMDb (الإنجليزية)
- فهد مندي على موقع قاعدة بيانات الأفلام العربية